# Portátil Magalhães
O portátil Magalhães foi um computador portátil, de baixo custo, montado em Portugal. Era baseado na segunda versão do portátil Classmate PC da Intel.
O nome provém do navegador português Fernão de Magalhães. A montagem deste computador em Portugal, sob o âmbito do programa e-escolinha, resultou de um protocolo, anunciado em 31 de Julho de 2008, entre o Governo da República Portuguesa e a Intel para a criação de um consórcio com capitais maioritariamente portugueses formado pelas empresas J.P. Sá Couto, Prológica e a Intel.
O portátil tinha como público-alvo crianças com idades compreendidas entre os seis e os dez anos. Foi disponibilizado em duas versões com diferentes processadores: numa primeira fase o Intel Celeron a 900 MHz e numa segunda fase o Intel Atom a 1,6 GHz. O primeiro é mais antigo na linha de produtos da fabricante americana e o segundo mais recente e mais eficiente em termos energéticos.
O Magalhães era montado num espaço que pertence à actual fábrica da JP Sá Couto, em Matosinhos, com um custo de produção de 180 euros. Começou a ser produzido em Janeiro de 2008 mas só em Setembro foram distribuídos os primeiros portáteis às crianças do ensino básico em Portugal, para coincidir com o início do ano letivo, sendo gratuito para aqueles que estiverem abrangidos pelo primeiro escalão da acção social escolar. Para os do segundo escalão custava 20 euros e para aqueles que não estiverem abrangidos pela acção social custa 50 euros. A 16 de setembro de 2008, a distribuição dos Magalhães foi alargada ao 5.º e 6.º ano.
O governo português pretendia exportar este portátil e o modelo e-escolinha para outros países. O Magalhães também esteve à venda para público em geral, nas versões 60 minutos e Descobrir Portugal, ao preço de 285€, mais 105 € que o custo de produção, e outra versão ao preço de 329 €.
O custo total do programa de distribuição do computador Magalhães para os cofres públicos foi de 273 milhões de euros. No início de 2015, o Estado ainda devia 54,5 milhões de euros às operadoras no âmbito do programa e-escola.

## “Magalhães 2” (segunda versão)
A segunda versão foi apresentada em conferência de imprensa a 8 de janeiro de 2009 pela J. P. Sá Couto. Esta versão chama-se Magalhães 2. Segundo a empresa, a segunda versão não iria substituir a primeira, coexistindo ambas no mercado, prevendo-se que o custo seja 30 a 40 euros superior à primeira versão. Só em julho ou agosto de 2009 é que começaria a ser produzido, e em setembro passou a estar disponível para comercialização. Esta nova segunda versão esteve disponível no programa e-escolinha. Esta versão resulta num memorando de entendimento, assinado em 21 de novembro de 2008, entre as empresas J.P. Sá Couto, Intel e a associação Centro para a Excelência e Inovação na Indústria Automóvel (CEIIA). A primeira versão e a segunda versão do Classmate PC da Intel e a segunda versão do Magalhães e o Albacomp Activa.

## Exportação do Magalhães
Previa-se que o Magalhães fosse exportado para Macau através de uma parceria com a empresa local TeckEd para distribuição e comercialização no país. Em 2011 foram exportados 378 580 computadores para a Venezuela, havendo uma segunda fase de exportação prevista com mais 500 000 computadores. Também foram exportados Magalhães para a Bolívia.

## Polémicas
O portátil causou uma série de polémicas, tendo a ver com as acusações de fraude e fuga ao fisco que levaram a J. P. Sá Couto a tribunal. A empresa foi pronunciada em fase de instrução, e o processo seguirá para julgamento.
A Federação Nacional da Educação denunciou queixas de várias centenas de docentes por estarem a ser obrigados a cumprir burocracias e tarefas administrativas relacionadas com o portátil, a fornecer os documentos para o adquirir, fazer os pagamentos às operadoras móveis, a receber e a entregar aos encarregados de educação as facturas das operadoras, e a aconselhar os pais e os alunos em relação à operadora mais adequada para cada caso. Numa nota à imprensa, a FNE acusou o Ministério da Educação de “desrespeito absoluto pela actividade docente, introduzindo até no acto de leccionar uma componente comercial abusiva”.
Em Setembro de 2008, durante as acções de formação para professores sobre a utilização do Magalhães, as formadoras da Intel solicitaram aos professores que compusessem “cantigas” sobre o portátil. Um dos professores filmou alguns vídeos, mostrando os colegas a cantarem versões do “Malhão” e “Vida de Marinheiro” adaptados à temática. Os vídeos depressa se espalharam pela Internet, causando nova polémica. O professor também denunciou a falta de documentação em formato digital para todos os professores, e as dificuldades de compreensão de formadores de nacionalidade russa.
A Direcção-Geral da Educação do Norte está a investigar queixas por fraude da parte de uma empresa que alegadamente se tem feito passar por parceira do estado na venda do portátil.
O Magalhães foi alvo de uma sátira dos Gato Fedorento, zombando com o portátil e o primeiro-ministro Sócrates, que acabou por ser alvo de queixas para a Entidade Reguladora para a Comunicação Social.
O Ministério Público, após uma queixa de um cidadão, proibiu uma sátira que envolvia uma captura de ecrã no portátil Magalhães que apresentava uma pesquisa de imagens com a palavra “mulheres” no Google, no Carnaval de Torres Vedras em 2009. Posteriormente, foi levantada a proibição após a análise da imagem.
Em Abril de 2009 o Ministério da Educação pediu a uma escola do primeiro ciclo de Castelo de Vide autorização para filmar crianças a utilizar o Magalhães. As imagens foram utilizadas no tempo de antena do PS na RTP do dia 22 de Abril de 2009. Mais tarde Sócrates pediu desculpa pelo sucedido.
O parlamento português nomeou uma Comissão Parlamentar de Inquérito à actuação do Governo em relação à Fundação para as Comunicações Móveis, que concluiu que o Governo criou “uma situação de monopólio” que favoreceu a J.P. Sá Couto e o computador “Magalhães” e usou a Fundação para as Comunicações Móveis como “intermediário” no negócio.

### Erros de português no Software de aprendizagem incluído com o Magalhães
Detetado pelo deputado José Paulo Areia de Carvalho, a 7 de março de 2009 é noticiado na capa do semanário Expresso que o Magalhães está “repleto de erros de Português”. Segundo o jornal, nas instruções dos jogos incluídos no portátil, existem mais de 80 erros de ortografia, sintaxe e gramática. O programa em questão é o GCompris, um programa educativo de código aberto dirigido às crianças composto por 107 atividades lúdicas. O criador do programa Bruno Coudoin, um engenheiro de software francês, soube através de um jornalista da distribuição do programa nos portáteis e pediu ajuda para a correção da tradução.
A 7 de março de 2009, o Ministério da Educação requisitou à empresa J.P. Sá Couto que retirasse o programa dos portáteis. Para os portáteis já distribuídos, cerca de 200 mil, o ministério disponibilizou um manual de instruções para desinstalar o programa GCompris. Perante a decisão do Ministério da Educação, chegou a ser criada uma petição pela Associação Nacional para o Software Livre dirigida à Assembleia da República e ao Governo Português para que o Governo altere a decisão de remover o programa do Magalhães.
De acordo com José Jorge, o autor da primeira tradução para português, os erros devem-se à ausência de revisão por outros voluntários da tradução que elaborou em 2002. A Caixa Mágica, que incluiu o programa no sistema operativo Linux Caixa Mágica Mag, através de um comunicado referiu que a tradução foi feita de forma automática, não tendo sido validada manualmente devido a uma falha humana. Indicou também que teriam já sido feitas duas actualizações do programa, em 22 de outubro de 2008 e 10 de janeiro de 2009, as quais não tinham sido utilizadas pelo jornalista. Por sua vez, a direção do Expresso refere que não obteve as atualizações automáticas das correções ao ligar o portátil à Internet.
Em 10 de março de 2009, o Ministério da Educação anunciou que iria verificar todos os programas incluídos no Magalhães e remover aqueles que não preenchessem os requisitos de certificação pelo Ministério da Educação. Após a verificação, a atualização com os programas certificados será distribuída pelas escolas através de disco USB amovível de memória flash e no sítio do programa e-escolinha, que também terá disponível a lista com todos os programas certificados.
O programador e gestor dos lançamentos do GCompris, Bruno Coudoin, anunciou a atualização da tradução na versão 8.4.9 feita pelos voluntários da equipa de tradução portuguesa do projeto GNOME, Duarte Loreto e António Lima, pedindo desculpa às crianças e professores pelos problemas causados.
Em Setembro de 2011 o secretário de Estado das Obras Públicas, Transportes e Comunicações, Sérgio Monteiro, revelou no parlamento que iria propor a extinção da Fundação para as Comunicações Móveis. Mas desde essa data até 2014, esta fundação celebrou 18 contratos por um valor global de 402,2 mil euros (mais os pagamentos respectivos de IVA). A fundação só foi extinta em outubro de 2015.

## Características técnicas

### Magalhães (1.ª versão)
- Processador: 
  - Intel Celeron M ULV 353 a 900 MHz
  - Intel Atom N270 1600 MHz
- Chipset: Intel 945 GSE - Gráfica integrada Intel GMA 950 Memoria compartilhada com RAM (Memória gráfica integrada 8mb) Memória compartilhada 128mb
- Sistema Operativo: dual Boot Microsoft Windows XP Home Edition SP3 e Linux Caixa Mágica Mag (versão para o portátil Magalhães baseada no Linux Caixa Mágica 12 - não incluída nos portáteis vendidos ao público em lojas)
- Memória: 1GB DDR2 667 MHz (Máximo ate 2GB de RAM DDR2)
- Disco rígido: 30 GB PATA 1.8″ e 40 GB PATA 1.8" (só nas versões Atom vendidas ao público em lojas)
- Ecrã: TFT 8,9 polegadas
  - Resolução máxima: 1024x600 32 bits
- Sistema áudio: Audio Codec 97
  - Colunas de som
  - Microfone incorporado
- Interfaces:
  - 2 portas USB
  - 1 porta RJ-45 (Ethernet) LAN Realtek RTL8139 10/100 Mbps
  - 1 leitor e gravador de cartões de memória SD (Secure Digital)
  - Wi-Fi RT73 USB Wireless Lan Card 802.11 b/g
- Bateria: iões de lítio de 3 ou 4 células
  - Autonomia: entre 3 a 4,5 horas
- Peso: 1,4 quilos

Programas (principais):
- Windows XP
  - Microsoft Office 2007 (versão de demonstração trial)
  - Diciopédia
  - Avast antivirus
  - Parents carefree (controlo parental)
  - Magic Desktop
  - e-Learning Class
- Linux Caixa Mágica Mag
  - OpenOffice
  - Firefox
  - GCompris

### “Magalhães 2” (2.ª versão)
- Processador: CPU Intel Atom N450 Primeira Edição (PE) e N455 Segunda Edição (SE) 1.66 GHz
- Disco rígido: 160 (PE) ou (250 GB na edição SE)
- Ecrã: TFT LED 10,1 polegadas
- Memória 1GB RAM DDR2 (PE) DDR3 (SE)
- Interfaces:
- 3 Portas USB 2.0
  - 1 porta VGA
  - 1 Entrada para microfone
  - 1 saída para som
  - Leitor de cartões SD+MMC+xD+MSPRO
- SOFTWARE: MG2 Caixa Mágica 14 + Windows 7 Starter (PE) ou Windows 7 Professional (SE)
- Programa do Aluno, Eu sei, A cidade do faz de caso e Ambiente.
  - Microsoft Security Essentials Antivirus
  - 4.5 horas a 6.0 horas de vida de bateria no máximo (Com wifi ligado e desligado respectivamente).

## Estudo de 2014
Em 2014, a Universidade Portucalense fez um estudo ao computador Magalhães, concluindo que foi um fracasso. A razão é simples: o portátil pouco era usado pelos alunos e quando era utilizado não era integrado nos trabalhos das aulas.
O estudo revela que os alunos do 1.º ciclo a quem foi dado o Magalhães “apenas utilizavam esta ferramenta de forma esporádica dentro do contexto de sala de aula”.
Os resultados deste estudo permitem verificar que 89,1% dos professores, 84,5% dos encarregados de educação e 86% dos alunos consideram que nunca ou raramente o computador foi utilizado nas salas de aula.

## SuperTux
O Portátil Magalhães foi responsável pelo sucesso do jogo SuperTux em Portugal. A versão do jogo incluída no sistema foi a v0.3.2 rexported, que vinha instalada no sistema operativo Linux Caixa Mágica. Especula-se que este jogo, mais os outros que vinham com o sistema, terá sido a causa do facto de os alunos utilizarem o portátil mais para entretenimento e lazer, do que uma ferramenta educacional. Apesar de tudo isto, foi muito popular.[carece de fontes?]